# Alue Bili Geulumpang
Alue Bili Geulumpang is een bestuurslaag in het regentschap Aceh Utara van de provincie Atjeh, Indonesië. Alue Bili Geulumpang telt 737 inwoners (volkstelling 2010).